# Web Processing Service
Le Web Processing Service (WPS) de  l'Open Geospatial Consortium est un standard fournissant une interface permettant de faire des appels à des services de traitement des données géospatiales (calcul d’itinéraire, profil altimétrique ...).